# Lyaud
Lyaud este o comună în departamentul Haute-Savoie din sud-estul Franței. În 2009 avea o populație de 1.476 de locuitori.

## Evoluția populației
| An        | 1975 | 1982 | 1990 | 1999  | 2006  | 2009  |
| --------- | ---- | ---- | ---- | ----- | ----- | ----- |
| Populație | 526  | 641  | 866  | 1.043 | 1.333 | 1.476 |